# Grevillea leucoclada
Grevillea leucoclada är en tvåhjärtbladig växtart som beskrevs av Mcgill.. Grevillea leucoclada ingår i släktet Grevillea och familjen Proteaceae. Inga underarter finns listade i Catalogue of Life.